# École polytechnique de Bruxelles
Pour les articles homonymes, voir École polytechnique.
 (décembre 2022).
 (décembre 2022).
Fondée en 1873, l'École polytechnique de Bruxelles (olim Faculté des sciences appliquées de l'Université libre de Bruxelles) devait « contribuer à fournir à l'industrie belge des hommes qui fussent à la hauteur des progrès de la Science »[réf. souhaitée].

## Histoire
L'Université libre de Bruxelles, sensible aux développements qu'avaient pris à l'étranger les instituts polytechniques (notamment la Technische Schule de Charlottenburg et l'École polytechnique fédérale de Zurich) et consciente de la pénurie d'ingénieurs dans un pays dont l'industrie connaissait une très forte expansion, décida de créer cette École, qui serait, selon les mots de l'ancien recteur N. C. Schmit, en 1873, le « digne pendant de la Faculté de Médecine et mettra, à côté des applications des sciences de la vie humaine, leurs applications aux arts et à l'industrie »[réf. nécessaire].
Les fondateurs tenaient essentiellement à former des ingénieurs qui ne soient pas des « spécialistes » dans le sens étroit du mot, mais à leur assurer une formation réellement «polytechnique». À l'époque, les études étaient réparties sur quatre années : deux premières années de formation théorique et deux années spéciales. Un examen d'admission était imposé aux futurs étudiants.
En 1890, l'École polytechnique devint la Faculté des sciences appliquées et était admise à délivrer les deux seuls diplômes légaux de l'époque : celui d'Ingénieur civil des Mines et celui d'Ingénieur civil des Constructions. La durée des études était portée à cinq ans. La jeune faculté continua toutefois à décerner, comme grades scientifiques, d'autres titres d'ingénieurs. 
L’École polytechnique de Bruxelles est un des membres fondateurs de l'association T.I.M.E. («Top International Managers in Engineering») qui organise des formations conduisant à des doubles diplômes. 
En 2011, la Faculté des sciences appliquées reprend son ancien nom et se dote d'un nouveau logo. La même année, elle s'associe à la Vrije Universiteit Brussel pour organiser conjointement plusieurs masters dispensés entièrement en anglais. 
Aujourd'hui[Quand ?], l'École polytechnique est habilitée à décerner plus de 9 titres légaux d'ingénieurs, ainsi que le titre académique de docteur en sciences de l'ingénieur.

## La formation
L'accès à l'école passe par un examen d'entrée (examen spécial d'admission).
La Faculté est un organe vivant, en fonction des besoins du marché et de ses compétences internes, des formations se créent  et d’autres meurent, sont mises en veilleuse pendant un certain temps et puis se réveillent[style à revoir]. C’est ainsi que le titre d’Ingénieur civil des Mines a été supprimé en 1999 et celui d’ingénieur civil métallurgiste en 2000, et que l’année 2002 a vu l’ouverture d’une nouvelle formation d’ingénieurs civils : les ingénieurs civils architectes. L'année 2004 vit également la création de la nouvelle filière des ingénieurs civils biomédicaux. En outre, elle assure, en collaboration avec la Faculté des Sciences, la formation des bioingénieurs.
Depuis 2011, l'ULB et la VUB organisent conjointement plusieurs filières de masters en anglais (Bruface : "Brussels Faculty of Engineering"). En 2016, un accord de double diplôme est signé avec l'École polytechnique française.
Dans les domaines des sciences de l’ingénieur et des sciences agronomiques et ingénierie biologique, l’Université Libre de Bruxelles a reçu les habilitations suivantes :
- Bachelier en sciences de l’ingénieur, orientation ingénieur civil,
- Bachelier en sciences de l’ingénieur, orientation ingénieur civil architecte,
- Bachelier en sciences de l’ingénieur, orientation bioingénieur,
- Master, Ingénieur civil en chimie et science des matériaux,
- Master, Ingénieur civil Physicien,
- Master, Ingénieur civil Électricien, orientation électronique embarquée, télécommunications, ou modélisation et commande,
- Master, Ingénieur civil Électromécanicien, orientation aéronautique, mécatronique, transports, énergie ou ingénierie et gestion des processus,
- Master, Ingénieur civil Biomédical ,
- Master, Ingénieur civil Informaticien,
- Master, Ingénieur civil des Constructions,
- Master, Ingénieur civil Architecte,
- Master, Bioingénieur : sciences et technologie de l’environnement,
- Master, Bioingénieur : sciences agronomiques,
- Master, Bioingénieur : chimie et bio-industries.
- Master de spécialisation en génie nucléaire,
- Master de spécialisation  en gestion des transports et logistique,
- Master de spécialisation en urbanisme et aménagement du territoire,
- Master de spécialisation en nanotechnologie[4],
- Master de spécialisation en science des données, Big data

Après la réussite de l'examen spécial d'admission, l'étudiant acquiert, après trois ans d'études, le grade de Bachelier (BA) Ingénieur civil ou celui de Bachelier (BA) Ingénieur civil Architecte.
L'enseignement des deux premières années de bachelier (et de la moitié de la troisième année du grade), communes à toutes les spécialités (sauf les architectes), est consacré à l'acquisition d'une formation de base en mathématiques et dans les sciences de la nature, formation indispensable aux ingénieurs de haut niveau. Cette formation s’appuie sur des projets, permettant à l’étudiant d’acquérir les connaissances, le savoir-faire et le savoir être par apprentissage autonome, plutôt que par enseignements ex cathedra.
Les deux années d’études menant aux différents grades de Master en sciences de l’ingénieur sont diversifiées selon les spécialités et dispensent des enseignements scientifiques et techniques spécifiques. Un choix d'options existe à l'intérieur des spécialités et permet aux étudiants d'acquérir une formation à la pointe du progrès technique dans un domaine déterminé.
Le principe de base qui régit la conception de l'enseignement de la Faculté a été énoncé par son Doyen (à l'époque, on disait "président") Pierre Van Eepoel en 1945 : « notre école doit former des ingénieurs de conception doués d'imagination et nos élèves ainsi formés deviendront aussi de bons ingénieurs d'exécution »[réf. souhaitée].

## Anciens professeurs ou étudiants célèbres
- Madeleine Bogart, (1909-1996), physicienne belge, y est étudiante et première femme nommée assistante de l'ULB.
- Karel Jan Bossart (1904 - 1975), père de la fusée américaine Atlas qui a envoyé le premier satellite de télécommunication et la première mission habitée américaine en orbite.
- François Englert (1932 - ), professeur en faculté des sciences de l'ULB. Il a avec Robert Brout proposé l'existence d'un mécanisme plus tard appelé mécanisme de Higgs pour expliquer la masse des particules élémentaires.
- Thierry Leyne (1965 - 2014), entrepreneur financier.
- David Pestieau (1969 - ), assistant (1992-1996), avant de s'engager dans la direction du Parti du Travail de Belgique en région bruxelloise et d'en devenir le vice-président à partir de 2015.
- Auguste Piccard (1884 - 1962), professeur, le premier à utiliser un aéronef pressurisé, il conçut le premier vaisseau des profondeurs, le bathyscaphe et réalisa la première descente en profondeur. Il a en plus inspiré à Hergé le personnage du professeur Tournesol.
- Ilya Prigogine (1917 - 2003), professeur d'origine russe. Il a reçu le prix Nobel de chimie en 1977, après avoir reçu la Médaille Rumford en 1976.